# ميخائيل فرونزه
ميخائيل فاسيلييفيتش فرونزه (بالروسية: Михаи́л Васи́льевич Фру́нзе)‏، (مواليد 2 فبراير 1885 - 31 أكتوبر 1925) هو زعيم بلشفي قبل وأثناء الثورة الروسية لعام 1917. وُلد فرونزه في ما يُعرف اليوم باسم قرغيزستان، وترقى إلى رتبة قائد كبير في الجيش الأحمر في الحرب الأهلية الروسية. اشتهر بهزيمة الضابط المنشفي بيوتر نيكولايفيتش رنجل في القرم. سُميت عاصمة جمهورية قرغيزستان الاشتراكية السوفيتية (بيشكيك حاليا) باسمه من عام 1926 وحتى عام 1991.

## الحياة والنشاط السياسي

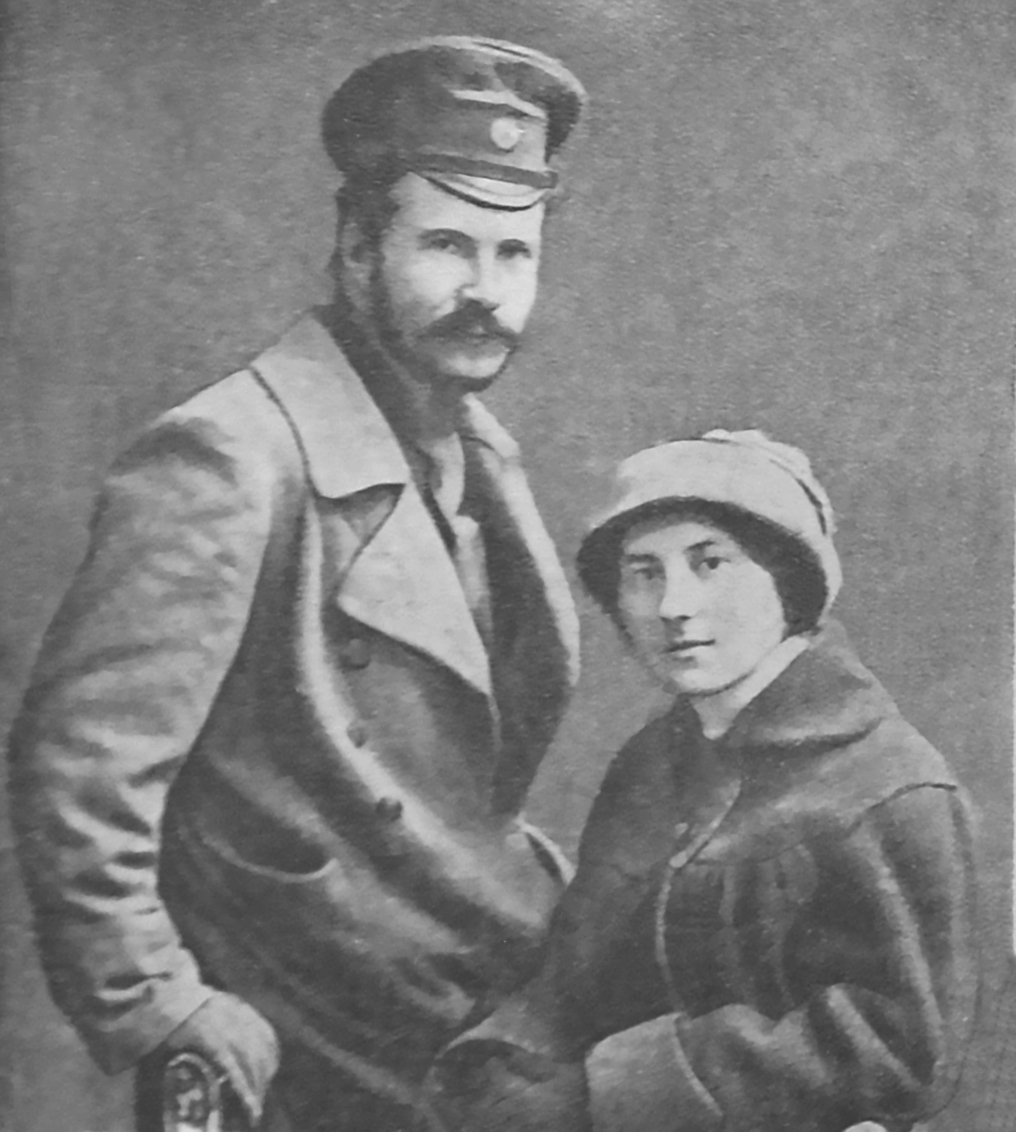
ميخائيل فرونزي وزوجته صوفيا فرونزي. مينسك 1917.

وُلد فرونزي في بيشكيك (عاصمة قرغيزستان حاليا). بدأ دراسته في ألماتي، وفي عام 1904 التحق بجامعة سانت بطرسبرغ للفنون التطبيقية. في المؤتمر الثاني لحزب العمال الاشتراكي الديمقراطي في لندن (1903)، أثناء الانقسام الأيديولوجي بين فلاديمير لينين وجوليوس مارتوف، زعيما الحزبين الرئيسيين آنذاك، بشأن قيادة الحزب (أراد مارتوف الحزب أن يكون ذا عدد كبير من الناشطين، بينما أراد لينين مجموعة صغيرة من الثوريين المحترفين مع مجموعة كبيرة من المتعاطفين) وقف فرونزي مع أغلبية لينين ويُسمون البلاشفة («الأغلبية»)، وهم معارضين لأقلية مارتوف المناشفة (أو «الأقليات»).
بعد عامين من المؤتمر الثاني، أصبح فرونزي قائدا مهما في ثورة 1905، على رأس عمال النسيج المضربين في شوايا وإيفانوفو. بعد نهاية الثورة، اعتُقل فرونز في عام 1907 وحُكم عليه بالإعدام، أمضى عدة أشهر في انتظار تنفيذ حكم الإعدام في حقه. لكنه أعيد إرجاء التنفيذ لاحقا وتم تخفيف العقوبة إلى الأعمال الشاقة. بعد 10 سنوات في سجون سيبيريا، فر فرانز إلى تشيتا، حيث أصبح رئيس تحرير الصحيفة الأسبوعية البلشفية فوستوشنو أوبوزريني (المنظور الشرقي).
خلال ثورة فبراير، ترأس فرونز ميليشيا مينسك المدنية قبل انتخابه رئيسا للمجلس السوفيتي لبيلاروسيا. ذهب بعد ذلك إلى موسكو وقاد قوة مسلحة من العمال للمساعدة في الكفاح من أجل السيطرة على المدينة.

## الحرب الأهلية الروسية
بعد الثورة البلشفية عام 1917، أصبح فرونزي مفوضا عسكريا لمقاطعة إيفانوفو-فوزنيسينسك في عام 1918. خلال الحرب الأهلية الروسية 1917-1922، تم تعيينه رئيسا لمجموعة الجيش الجنوبية للجبهة الشرقية للجيش الأحمر (مارس 1919). بعد أن هزمت قوات فرونز الأدميرال ألكسندر كولتشاك والجيش الأبيض في أومسك، قام ليون تروتسكي (قائد الجيش الأحمر) بترقيته لمنصب القيادة العامة للجبهة الشرقية (19 يوليو 1919). ذهب فرونز لوطنه تركستان للقضاء على المتمردين البشمشي وقوات المناشفة. استولى على خيوة في فبراير وبخارى في سبتمبر 1920.
في نوفمبر 1920، استولى جيش فرونز على شبه جزيرة القرم وتمكن من طرد الجنرال المنشفي بيوتر رانجل وقواته من روسيا. وقاد أيضا، كقائد للجبهة الجنوبية، تدمير حركة نستور ماخنو الفوضوية في أوكرانيا والحركة القومية لسيمون بيتليورا.
في ديسمبر 1921، زار فرونز أنقرة خلال حرب الاستقلال التركية كسفير لجمهورية أوكرانيا الاشتراكية السوفيتية وأسس العلاقات التركية السوفيتية. قام مصطفى كمال أتاتورك بوصفه بالحليف والصديق، لدرجة أنه وضع تمثالا لفرونزي كجزء من نصب الجمهورية التذكاري في ميدان تقسيم في إسطنبول.
في عام 1921، تم انتخابه لعضوية اللجنة المركزية للحزب البلشفي الروسي، في 2 يونيو 1924 أصبح مرشحا لعضوية المكتب السياسي، وفي يناير 1925 أصبح رئيسا للمجلس العسكري الثوري. أدى دعم فرونز لجريجوري زينوفايف إلى تعارضه مع جوزيف ستالين، أحد المعارضين الرئيسيين لزينوفييف.

## الوفاة
كان فرونزي يعاني من تقرح مزمن. توفي فرونزي في 31 أكتوبر 1925. كانت هناك تكهنات بأن ستالين أو منافس آخر داخل الحزب أمر سراً بقتله، لكن لا يوجد دليل يدعم ذلك. ومع ذلك، كان فرونزي يأخذ جرعة من الكلوروفورم تتجاوز سبعة أضعاف الجرعة المطبقة عادة للتخذير.
تم دفن فرونزي في مقبرة الكرملين.

## ميراثه
في عام 1926، تم تغيير اسم عاصمة قرغيزستان، بيشكيك، إلى اسم فرونزي على شرفه. عادت المدينة إلى اسمها السابق في عام 1991. ومع ذلك، لا يزال يحتفل بفرونزي في المدينة. لا يزال تمثاله للفروسية يقف أمام محطة السكك الحديدية الرئيسية. تمت تسمية شارع ومتحف في وسط المدينة باسمه؛ يحتوي المتحف على الكوخ الذي نشأ فيه. قرى متعددة تحمل اسم فرونزي.

## اقتباسات
- «كل ما نفعله، كل فعل، يجب أن يتوافق مع المثل العليا للثورة.»
- «تم إنشاء الجيش الأحمر من قبل العمال والفلاحين وتقوده إرادة الطبقة العاملة. يتم تنفيذ هذه الإرادة من قبل الحزب الشيوعي الموحد».

## معرض صور

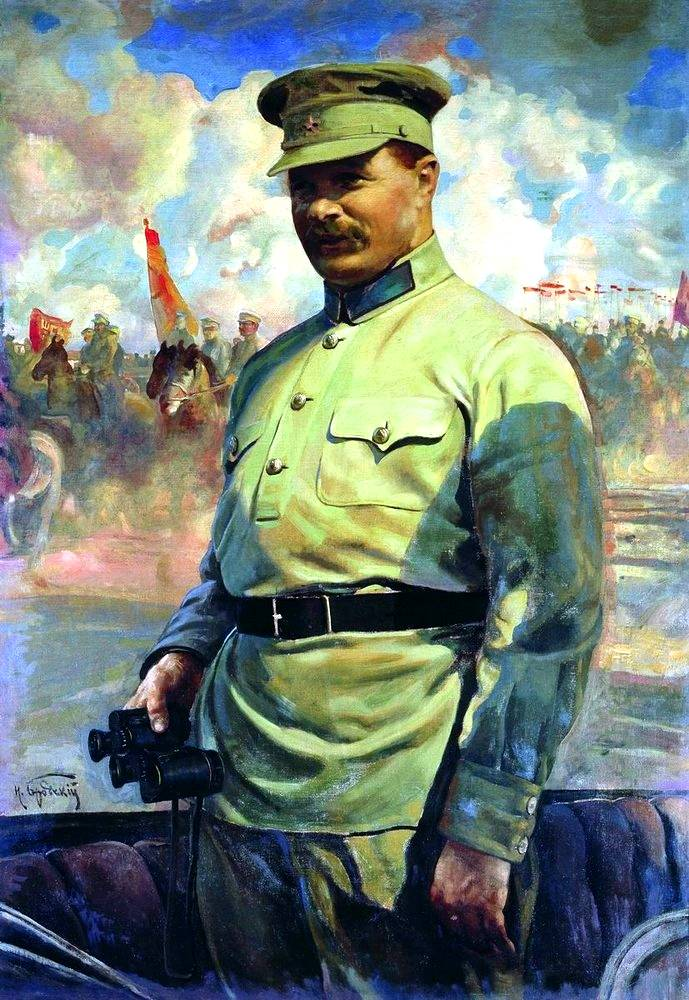
فرونزي من قبل إسحاق برودسكي.
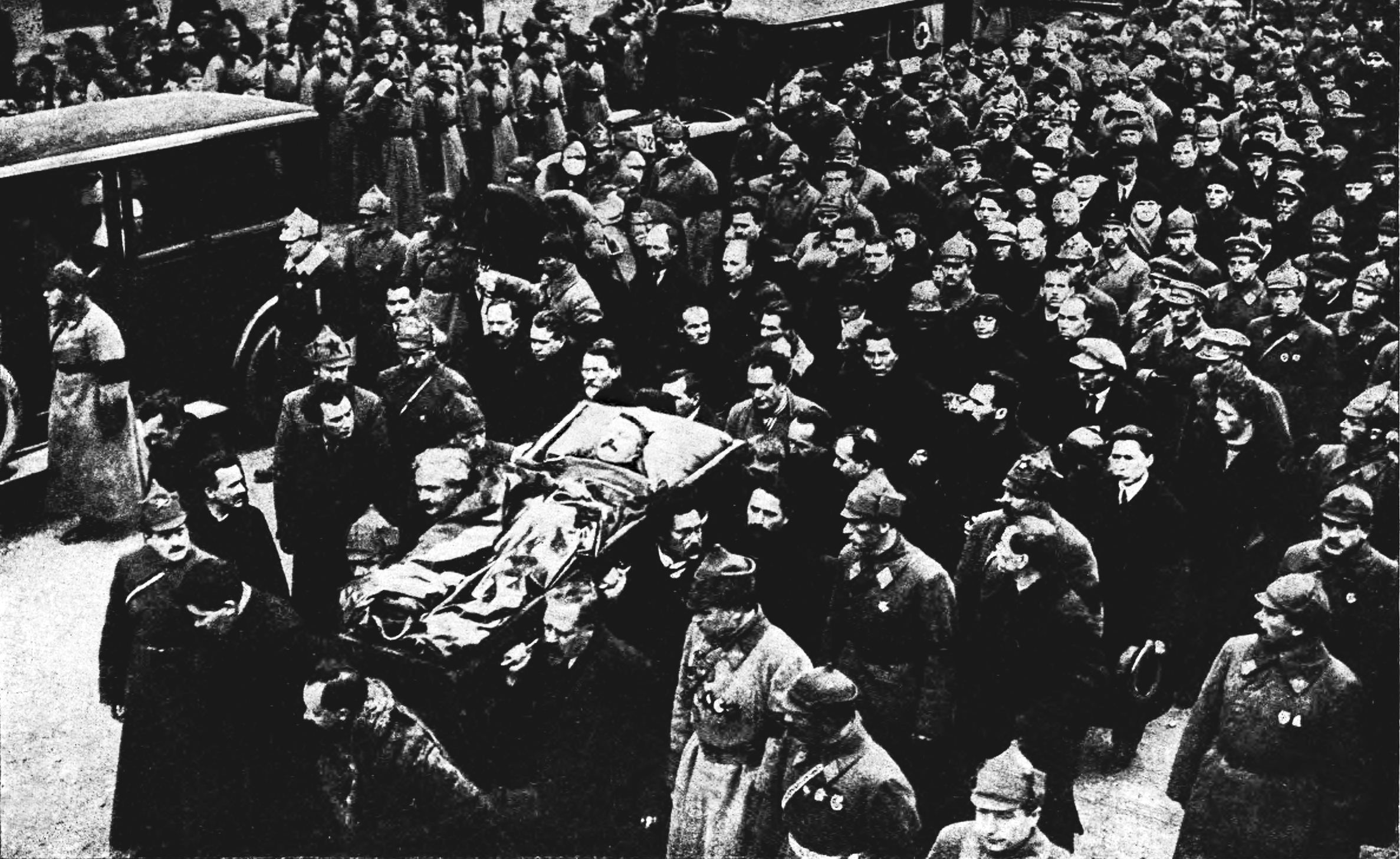
جنازة ميخائيل فرونز في 3 نوفمبر 1925
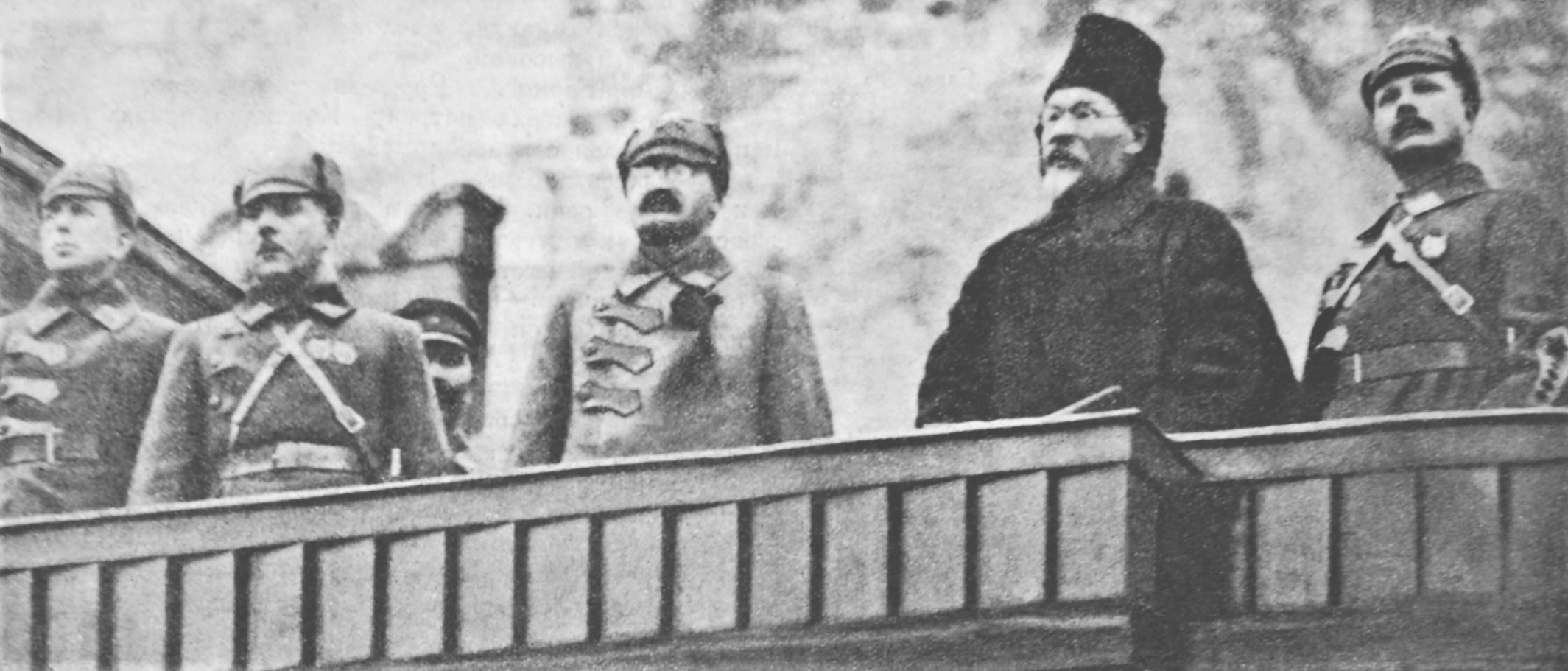
من اليسار أندريه بوبنوف وكليمنت فوروشيلوف وليون تروتسكي وميخائيل كالينين وميخائيل فرونزي يشاركون في عرض ثورة أكتوبر في الميدان الأحمر في 7 نوفمبر 1924.
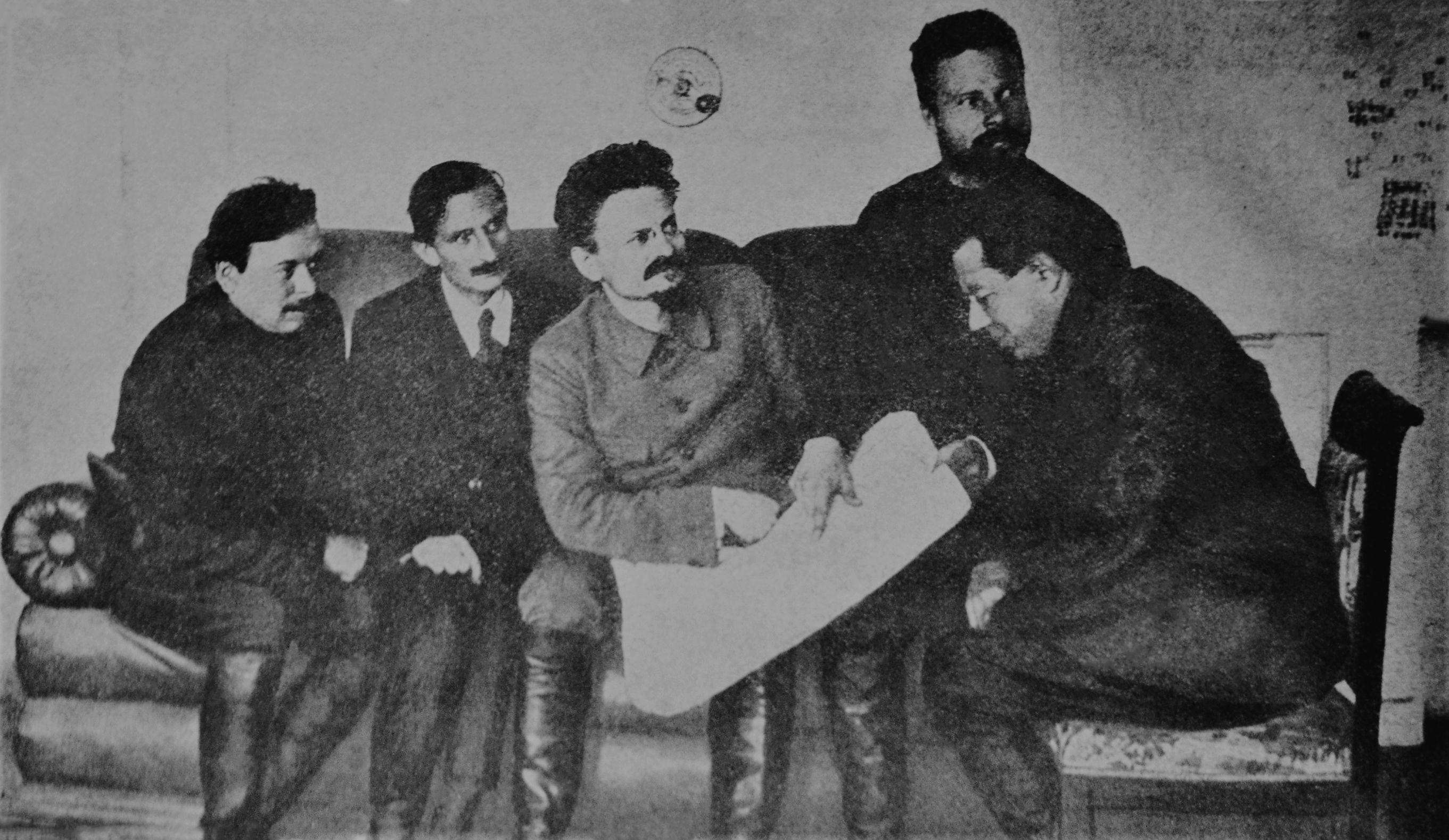
بيلا كون، جاك سادول، ليون تروتسكي، ميخائيل فرونزي وسيرجي غوسيف. خاركيف، أوكرانيا سنة 1920.

## روابط خارجية
- ميخائيل فرونز على موقع الموسوعة البريطانية (الإنجليزية)